# V1073 (k) Scorpii
V1073 Scorpii eller HD 154090 är en ensam stjärna i den mellersta delen av stjärnbilden Skorpionen. Den har en genomsnittlig skenbar magnitud av ca 4,87 och är svagt synlig för blotta ögat där ljusföroreningar ej förekommer. Baserat på parallax enligt Gaia Data Release 2 på ca 1,12 mas, beräknas den befinna sig på ett avstånd på ca 2 900 ljusår (900 parsek) från solen. Den rör sig bort från solen med en heliocentrisk radialhastighet på ca 7 km/s. Stjärnan ingår i Övre Scorpius undergrupp av Scorpius OB2-föreningen. V1073 Scorpii anses vara en "flyktstjärna”, som visar en stor egenrörelse på mer än 37 km/s i förhållande till dess närområde. Ingen chockvåg har upptäckts från dess rörelse genom den interstellära rymden.

## Egenskaper
V1073 Scorpii är en blå superjättestjärna av spektralklass B0.7 Ia. Den har en massa som är ca 28 solmassor, en radie på ca 36 solradier och utsänder från dess fotosfär energi motsvarande ca 302 000 gånger solen vid en effektiv temperatur av ca 22 500 K.

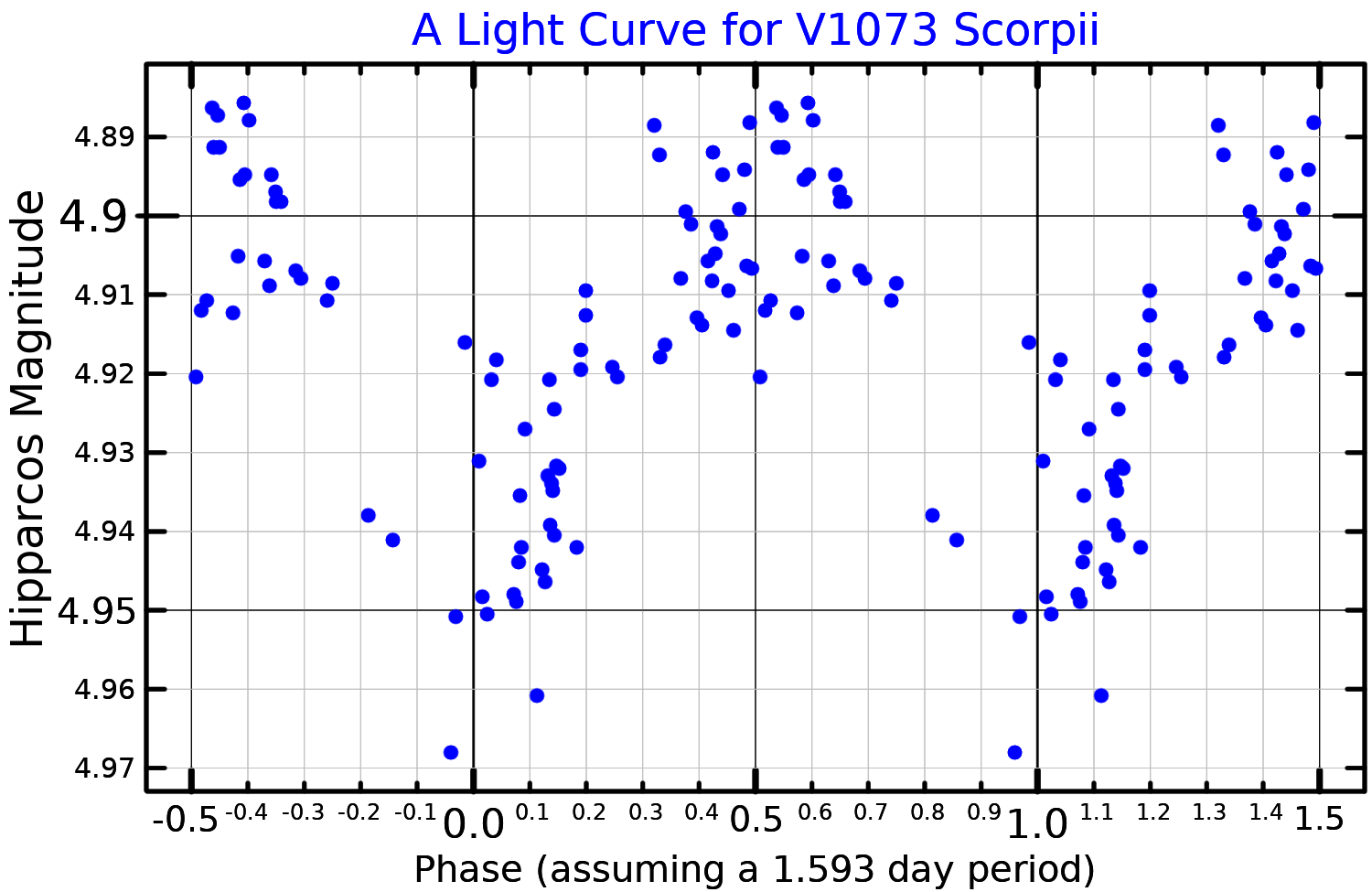
Ljuskurva för V1036 Scorpii plottade från Lefèvre et al.

V1073 Scorpii är en Alfa Cygni-variabel, en superjätte som pulserar oregelbundet i en tidsskala av dygn till veckor med en amplitud på mindre än en tiondels magnitud. En förenklad anpassning av Hipparcosdata tyder på en periodicitet på 1,6 dygn.
V1073 Scorpii har en visuell följeslagare av 14:e magnituden,som är ett icke-relaterat bakgrundsobjekt enligt dess Gaia Data Release 2-parallax.